# Amálie Luisa Arenberková
Amálie Luisa Arenbergová (10. dubna 1789, Brusel – 4. dubna 1823, Bamberg) náležela k rodu Arenbergů a sňatkem se stala bavorskou vévodkyní. Její nižší postavení ve šlechtické hierarchii později císařskému dvoru ve Vídni posloužilo jako důvod k znevažování její vnučku Alžběty, která se v roce 1854 provdala za císaře Františka Josefa I.

## Původ
Jejím otcem byl syn arenberského vévody Karla Marii, princ Ludvík z Ligne (1757 – 1795), který se v roce 1788 oženil s hraběnkou Annou z Mailly-Nestle (1766 – 1789). Po matčině smrti se otec v roce 1792 znovu oženil s Elisavetou Borisovna Shakhovskayou (1773 – 1796) a na svět přišla její jediná sestra Kateřina (1792 – 1794). Rodiči její matky Anny byli Ludvík Josef z Mailly a Adéla Julie z Hautefortu.
Manželkou jejího dědečka Karla Marii, jež se narodil z manželství 4. arenberského vévody Ludvíka Filipa s bisaccijskou vévodkyní Marií Františkou z rodu Pignatelliů, byla hraběnka Luisa Marie ze Schleidenu. Ta přišla na svět jako jediná dcera hraběte z Marky a markýze z Varesu Ludvíka a jeho manželky Marie Anny z Visdelou.

## Život
Amálie Luisa se 26. května 1807 v Bruselu provdala za bavorského vévodu Pia Augusta z Birkenfeldské linie Wittelsbachů. Manželé po svatbě pobývali v Babenbergu, kde také přišel na svět jejich jediný syn Maxmilián Josef (1808 – 1888).
Soužití s Piem Augustem bylo nesnadné pro jeho cholerickou povahu a násilnické sklony. Z tohoto důvodu povolal jeho bratranec, bavorský král Maxmilián I., v roce 1817 jejich devítiletého syna do Královského výchovného ústavu pro studující v Mnichově. Amálie Luisa se se synem opět setkala až o tři roky později v roce 1820. Zemřela, v necelých čtyřiatřiceti letech, krátce po své druhé návštěvě Mnichova. Pochována byla v kryptě Zámku Tegernsee (dnešní Klášter Tegernsee). Její manžel se již neoženil a vedl samotářský život.

## Potomci
Z manželství s Piem Augustem Bavorským:
- Maxmilián Josef Bavorský (4. prosince 1808 – 15. listopadu 1888), ⚭ 1828 Ludovika Bavorská (30. srpna 1808 – 26. ledna 1892)